# 皇宫剧院 (伦敦)
皇宫剧院（Palace Theatre）是伦敦西敏市的一座西区剧院，其红砖立面位于剑桥圆环西侧，可容纳1400人。